# Oliverio Martínez y Mier
Don Oliverio Martínez y Fernández-Mier García-Tuñón (Proaza, Provincia de Oviedo, 7 de octubre de 1861 - Valencia, 9 de marzo de 1925) fue un político, notario e industrial español. Ocupó varios puestos políticos como los de concejal, síndico y juez municipal de Oviedo y diputado provincial de Alcázar de San Juan, reinando Alfonso XIII. 
En sus inicios se adscribió al Partido Liberal de Sagasta que dirigía José Canalejas y más tarde al Partido Reformista que había fundado su compañero de la Universidad de Oviedo, Melquiades Álvarez y en el que militaron miembros de la intelectualidad española del momento, como Benito Pérez Galdós, Manuel Azaña, José Ortega y Gasset y Manuel García Morente. 
Es conocido por su contribución económica a Alcázar de San Juan. Desarrolló una importante industria vitivinícola entre las que destacaban la hacienda de las Tintoreras, donde edificó Villa Asturias, así como las bodegas "la Covadonga" diseñadas por el arquitecto asturiano Eduardo Adaro. A nivel municipal, llevó a cabo iniciativas como la construcción del Casino de Alcázar, su Teatro Principal y contribuyó al Cervantismo Alcazareño. En Alcázar se puede encontrar hoy en día la casa donde vivió, diseñada por el arquitecto Críspulo Moro Cabeza, que actualmente es la sede del Colegio Sagrada Familia. 

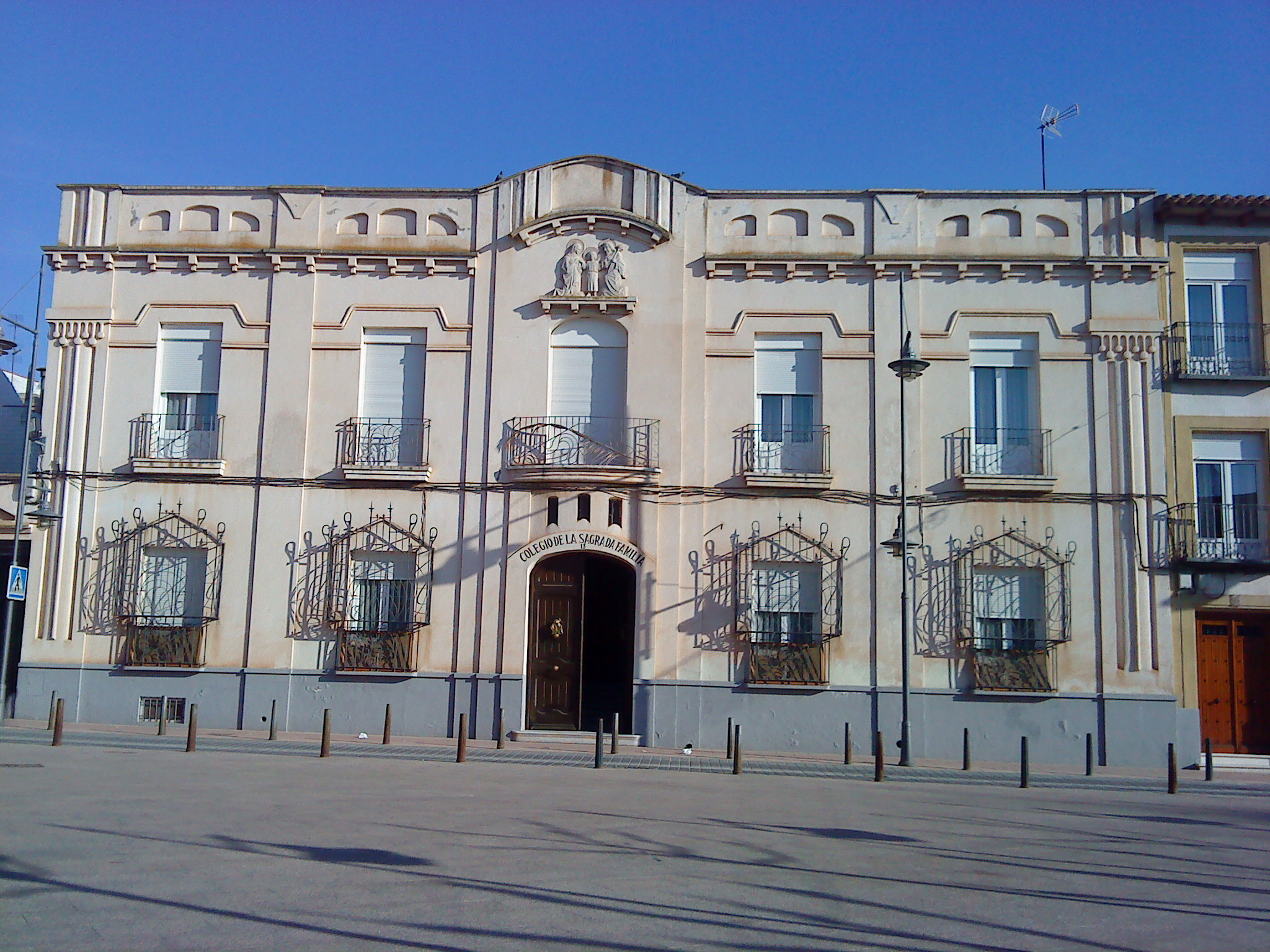
Casa de Don Oliverio en Alcázar de San Juan

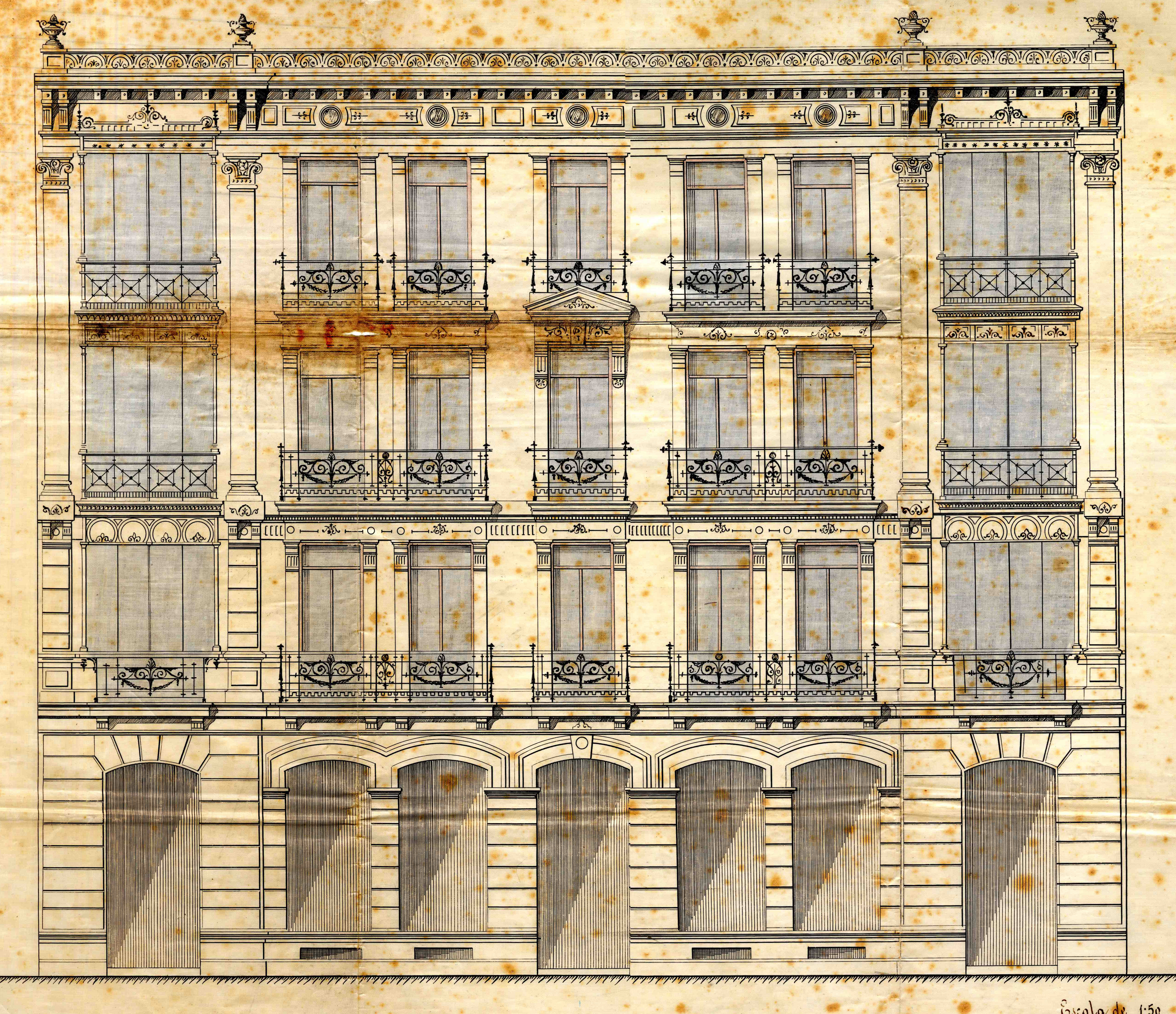
Casa de Don Oliverio en la Calle Fruela, Oviedo diseñada por Juan Miguel de la Guardia

## Reseña biográfica

### Nacimiento e infancia
Nació en Proaza, Provincia de Oviedo el 7 de octubre de 1861. Era hijo de Jerónimo Martínez y García-Tuñon y Braulia Fernández-Mier.  Su padre, Jerónimo Martínez y García-Tuñon, sirvió á las órdenes del General Prim en la guerra de África, era dueño de la mina de carbón "La Froilana" en Mieres, fue director del Hospicio de Oviedo y director en Asturias de The Sun Insurance Office. 
Su hermano Jerónimo Martínez y Fernández-Mier fue concejal de Oviedo y director gerente de Lucero, S.A. de Seguros, denominación con la que se constituyó el Grupo Allianz en España además de director general de la aseguradora “A Mundial”. Otro hermano suyo, Fernando Martínez y Fernández-Mier, fundó la Lonja de la Propiedad y fue director gerente de la compañía de seguros La Estrella. 
Oliverio era tío de Alberto García Martínez, Conde de Garcinarro, Cruz de la Orden de San Raimundo de Peñafort y Magistrado del Tribunal Supremo, hijo del matrimonio entre su hermana Matilde Martínez Fernández-Mier y Francisco García Ochando.

### Comienzos
Estudió derecho en la Universidad de Oviedo recibiendo, con 20 años, el grado de Derecho civil y canónico el 11 de junio de 1881. Tras superar una oposición a notarías se dedicó profesionalmente al ejercicio de esta profesión en Candamo y Alcázar de San Juan.

### Carrera política
En 1886, con 25 años, fue juez municipal de Oviedo y tomó posesión como concejal el 1 de julio de 1887, sesión en la que también resulta elegido síndico, siendo alcalde de Oviedo Donato Argüelles y Álvarez. Se presentó como candidato al congreso por Oviedo en las elecciones en 1891 enfrentándose a la coalición formada por Manuel Vereterra y Lombán el I Marqués de Canillejas, José María Celleruelo y Manuel Pedregal y Cañedo.
Simpatizante del Partido Demócrata Progresista, de Manuel Ruiz Zorrilla fue elegido para el comité provincial del partido Progresista en 1889. Cuando se produjo la Restauración borbónica abandonó estas ideas para incorporarse al Partido Liberal de Sagasta, siguiendo los pasos de su amigo José Canalejas. Tras la muerte de Sagasta, en 1903 José Canalejas tomaría las riendas del partido para tratar de acercarlo a la realidad del país pero su asesinato, en 1912, truncó cualquier evolución del partido y Oliverio se unió al Partido Reformista que ese mismo año había fundado Melquiades Álvarez, compañero de la Universidad de Oviedo,
Se enfrentó a oponentes políticos como Ramón María Baillo y Baillo, Conde de las Cabezuelas en las elecciones generales de 1918 e impugnó el acta acusándole de comprar votos .
Organizó numerosos mítines tanto en Alcázar como en Madrid en apoyo de Rafael Maria de Labra, José Canalejas y Melquiades Álvarez. Don Oliverio llegó a ser diputado en 1924, reinando Alfonso XIII.

### Fundación del Casino
En 1903 siendo presidente del Casino, Oliverio Martínez, acordó construir un gran edificio que albergaría la creciente sociedad del mismo. El edificio contaba con un teatro propio el “Teatro Principal”, donde se llevaron a cabo, representaciones teatrales, espectáculos de variedades, homenajes, mítines y sobre todo los bailes de máscaras de carnaval que le dieron gran popularidad. El protagonismo e influencia del Casino se extendió también hacia la vida política, tanto que se decía: “que los alcaldes se elegían en el Casino”. El Casino siempre estuvo representado en las comitivas oficiales, en acontecimientos extraordinarios como las visitas reales y de personalidades relevantes o en la inauguración del ferrocarril.
En 1930, el Casino alquiló al Ayuntamiento la planta alta del edificio, trasladándose desde la casa de Don Oliverio en la plaza de Santa Quiteria, donde el consistorio tuvo que ubicarse tras la demolición del primitivo edificio de la Torre en 1928. Casino y Ayuntamiento cohabitaron, incluyendo la etapa de la Guerra Civil, hasta 1944 fecha en que se firmó la compra del edificio por parte del Consistorio y se produjo el traslado del Casino al inmueble que la sociedad había adquirido en la calle Castelar y que en otro tiempo fue sede del Círculo de la Unión.

## Vida personal

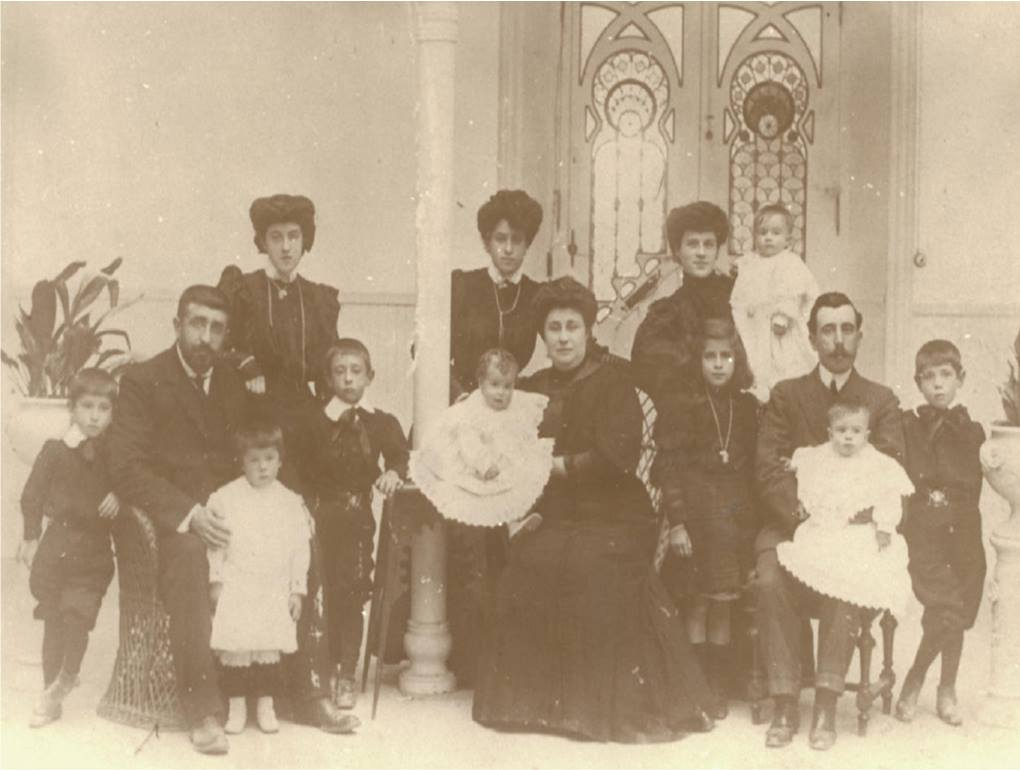
Oliverio Martínez Mier con su familia. Detrás de pie: Orfela, Eneda, Julia, Carmen y delante: Oscar, Orlando y Osvaldo. En el centro, Adelaida Lanzarote, rodeada por Oliverina, Adelaida, marido de Julia con su hija Julia y al lado Oliverio.

Contrajo matrimonio con Orfelina Gónzalez de la Fuente, natural de Sancti Spíritus, Capitanía General de Cuba con quien tuvo 4 hijos y una casa en la Calle Fruela 14 de Oviedo. 
Orfelina falleció a los 32 años y Oliverio se volvió a casar con Adelaida Lanzarote Cros hija del comandante del Regimiento de Cazadores de Vitoria, Francisco Lanzarote y Mejía y Ángela Cros y Fontán. 
Adelaida también era sobrina de Pedro Lanzarote y Mejía, alcalde de Tomelloso y comandante de armas de la Reina Isabel II de España y de Carlos Lanzarote y Mejía teniente coronel del ejército de ultramar que sirvió en Puerto Rico y coronel del Regimiento Lusitania que durante la tercera guerra carlista, luchando por la causa constitucional, participó en la toma de Aoiz y el socorro de Lumbier entre otras batallas.

## Ancestros
|  |                                                  |  |  |  |  |  |  |  |  |  |  |  |  |  |  |  |
|  | 4. Felipe Martínez y Ruiz                        |  |  |  |  |  |  |  |  |  |  |  |  |  |  |  |
|  |                                                  |  |  |  |  |  |  |  |  |  |  |  |  |  |  |  |
|  |                                                  |  |  |  |  |  |  |  |  |  |  |  |  |  |  |  |
|  | 2. Jerónimo Martínez y García-Tuñon              |  |  |  |  |  |  |  |  |  |  |  |  |  |  |  |
|  |                                                  |  |  |  |  |  |  |  |  |  |  |  |  |  |  |  |
|  |                                                  |  |  |  |  |  |  |  |  |  |  |  |  |  |  |  |
|  | 5. María García-Tuñon                            |  |  |  |  |  |  |  |  |  |  |  |  |  |  |  |
|  |                                                  |  |  |  |  |  |  |  |  |  |  |  |  |  |  |  |
|  |                                                  |  |  |  |  |  |  |  |  |  |  |  |  |  |  |  |
|  | 1. Oliverio Martínez y Fernández-Mier            |  |  |  |  |  |  |  |  |  |  |  |  |  |  |  |
|  |                                                  |  |  |  |  |  |  |  |  |  |  |  |  |  |  |  |
|  |                                                  |  |  |  |  |  |  |  |  |  |  |  |  |  |  |  |
|  | 6. Juan Fernández-Mier                           |  |  |  |  |  |  |  |  |  |  |  |  |  |  |  |
|  |                                                  |  |  |  |  |  |  |  |  |  |  |  |  |  |  |  |
|  |                                                  |  |  |  |  |  |  |  |  |  |  |  |  |  |  |  |
|  | 3. Braulia Fernández-Mier y Fernández de la Vara |  |  |  |  |  |  |  |  |  |  |  |  |  |  |  |
|  |                                                  |  |  |  |  |  |  |  |  |  |  |  |  |  |  |  |
|  |                                                  |  |  |  |  |  |  |  |  |  |  |  |  |  |  |  |
|  | 7. Josefa Fernández de la Vara                   |  |  |  |  |  |  |  |  |  |  |  |  |  |  |  |
|  |                                                  |  |  |  |  |  |  |  |  |  |  |  |  |  |  |  |
|  |                                                  |  |  |  |  |  |  |  |  |  |  |  |  |  |  |  |